# 皮埃尔·瓦什
皮埃尔·瓦什（法語：Pierre Waché，1974年12月10日—）是一名法国一级方程式赛车工程师，目前担任红牛车队的技术总监。

## 职业生涯
瓦什在法国洛林国立理工学院获得了流体动力学博士学位，研究方向为生物机械工程。
毕业后，瓦什于2001年开始在著名轮胎制造商米其林的一级方程式项目中担任工程师，研究不同赛道条件下F1赛车轮胎的反应。
2006年底，米其林不再是一级方程式赛车轮胎供应商。因此，瓦什被宝马索伯车队聘请为性能工程师，从事轮胎和悬架的研发工作。
2009年，宝马宣布将退出一级方程式比赛，瓦什取代洛伊克-塞拉成为索伯车队的车辆性能总监。
2013年，瓦什转投红牛车队，成为专注于研究车辆性能的首席工程师。六个月后，他接替马克·埃利斯，担任车队的性能总监。
2018年，瓦什担任技术总监，负责红牛赛车的设计和制造，在车队中的地位仅次于亚德里安·纽维。
2025年纽维离开车队加盟阿斯顿马丁后，瓦切负责红牛所有后续赛车的设计和生产，RB21是纽维离开后瓦切设计的第一款赛车，也是纽维离开后第一辆由他设计并全面监督赛车各个方面的赛车，同时也是RB2之后第一辆不是由纽维设计的红牛赛车。